# Кильбург
Кильбург (нем. Kyllburg) — город в Германии, в земле Рейнланд-Пфальц. 
Входит в состав района Айфель-Битбург-Прюм. Подчиняется управлению Кильбург.  Население составляет 926 человек (на 31 декабря 2010 года). Занимает площадь 4,62 км². Официальный код  —  07 2 32 070.